# Kirby Puckett

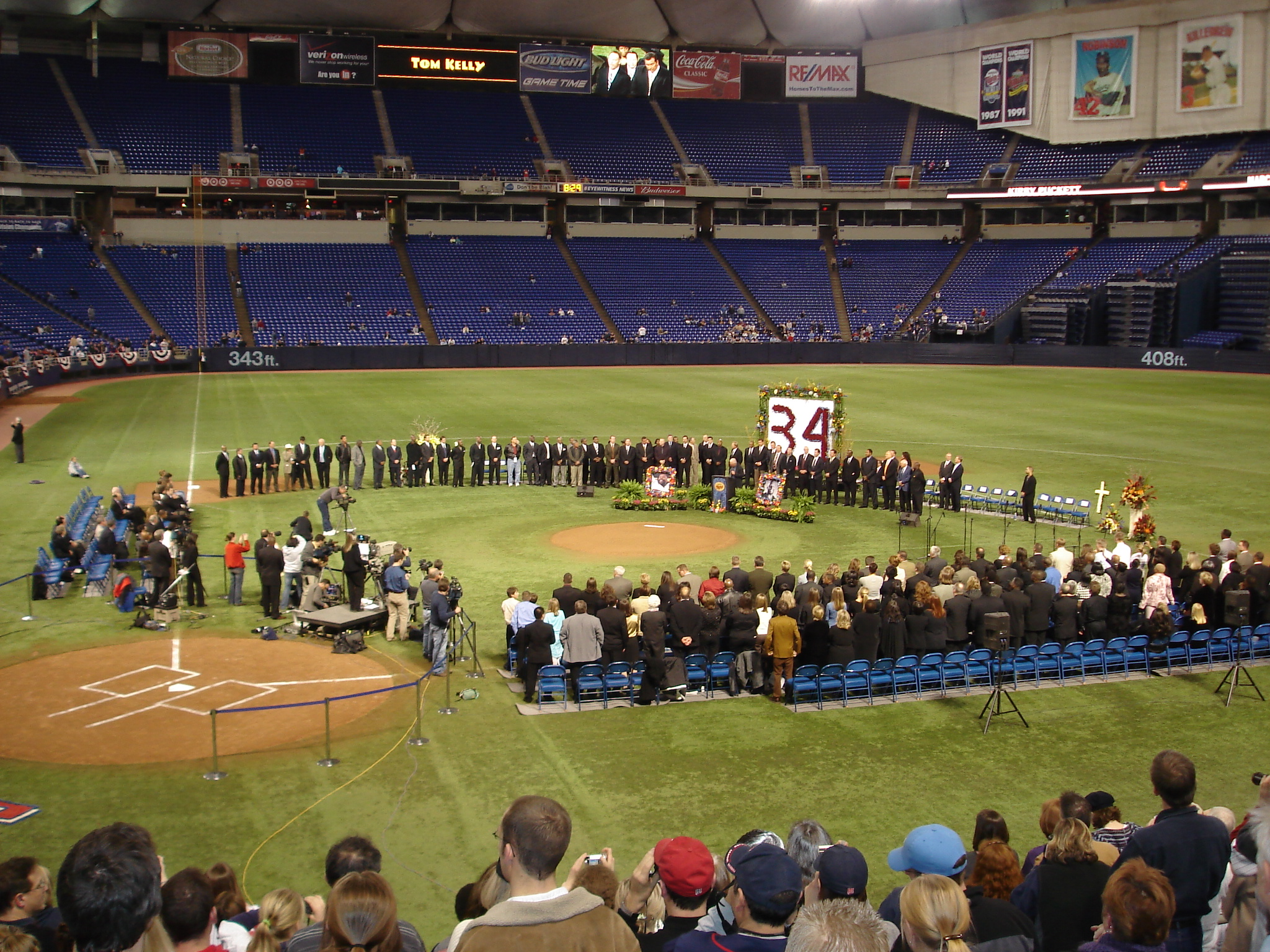
Eerbetoon na het overlijden van Puckett

Kirby Puckett (Chicago (Illinois), 14 maart 1960 – Phoenix (Arizona), 6 maart 2006) was een Amerikaans honkballer.
Puckett speelde zijn gehele carrière, van 1984 tot en met 1995, in dienst van de Minnesota Twins, die uitkomen in de Major League Baseball. Met Puckett bereikten de Twins de World Series in 1987 en 1991, de enige keren sinds 1961 dat de club dat wist te presteren.
Kirby Puckett bezat ten tijde van zijn dood in 2006 diverse Twins-records. Zo heeft hij van alle spelers die ooit onder contract stonden bij de Twins de meeste hits, de meeste runs, de meeste dubbele honken en het meest aantal honken in totaal. Daarbij was zijn slaggemiddelde van .318 over zijn gehele carrière het hoogste van alle rechtshandige slagmensen die in de tweede helft van de 20e eeuw in de American League in actie kwamen. Hij was de enige speler in de 20e eeuw die in zijn eerste vijf jaar in de MLB tot meer dan 1000 hits kwam en een van de twee spelers die in zijn eerste tien seizoenen MLB tot meer dan 2000 hits wist te komen.
Op 35-jarige leeftijd moest hij stoppen met professioneel honkbal omdat zijn gezichtsvermogen verslechterde vanwege glaucoom. In 2001 werd hij opgenomen in de Hall of Fame van de Major League Baseball. In 2006 overleed hij op bijna 46-jarige leeftijd aan een zware beroerte.
- International Standard Name Identifier: 0000 0000 3315 5579
- Library of Congress Control Number: n92012917
- SNAC: w6zs7611
- Virtual International Authority File: 31186017
- WorldCat: E39PBJgd7VbHcXcBV9wm7WKDbd